# Poluszko-pole (film)
Poluszko-pole / Pole, poletko (ros. Полюшко-поле) – radziecki film dramatyczny z 1956 roku.

## Obsada
- Swietłana Charitonowa
- Wiera Mariecka
- Rufina Nifontowa